# Ponte Cestio
Der Ponte Cestio, auch Ponte San Bartolomeo (lateinisch Pons Cestius) ist eine Brücke über den Tiber in Rom (Rione XII). Sie verbindet als Gegenstück zum Ponte Fabricio die Tiberinsel mit dem Stadtteil Trastevere.
Sie wurde zwischen 60 und 40 v. Chr. vermutlich von Lucius Cestius, dem Bruder des Gaius Cestius Epulo, der durch sein Grabmal, die Cestius-Pyramide, bekannt ist, errichtet. Sie wurde mehrere Male renoviert: im Jahr 152 unter Kaiser Antoninus Pius, 370 durch Valentinian I., Valens und Gratian. In der Folgezeit hieß sie Pons Gratiani (Gratiansbrücke).
Eine Tafel an der Brüstung erinnert an eine weitere Restaurierung im Jahre 1193.
Seit dem 15. Jahrhundert wird die Brücke nach der Kirche San Bartolomeo all’Isola auf der Tiberinsel auch Ponte San Bartolomeo genannt. Im Zuge der Kanalisierung des Tibers wurden zwischen den Jahren 1888 und 1892 die beiden äußeren antiken Bögen durch Öffnungen größerer Spannweite ersetzt, teilweise unter Verwendung von Material aus dem benachbarten Theater des Marcellus; der Mittelbogen besteht noch aus altem Material.
Die Brücke ist für den Fahrzeug- und Fußgängerverkehr freigegeben.